# Unie van Zelfstandige Ondernemers
L’Unie van Zelfstandige Ondernemers (« Union des entrepreneurs indépendants ») ou UNIZO, est une organisation patronale belge présente essentiellement en Région flamande. Elle représente les entrepreneurs catholiques, les petites et moyennes entreprises et les professions libérales.

## Historique
L'UNIZO est[Quand ?], avec plus de 80 000 membres, la plus grande organisation chrétienne de ce genre.
Jusqu'au 28 mai 2000, l'UNIZO s'appelait Nationaal Christelijk Middenstandsverbond ou NCMV (« Union nationale chrétienne des classes moyennes »).
L'UNIZO est représentée au Conseil national du travail et au Sociaal-Economische Raad van Vlaanderen (« Conseil économique et social de Flandre »).
En 2015, son président, Karel Van Eetvelt, souligne que les entreprises belges ont besoin d'immigrés et s'exprime pour une politique immigrationniste notamment en accueillant davantage de réfugiés.

## Présidents
- Christelijk Middenstandsverbond van België
  - 1935-1945 : Paul Crokaert
  - 1945-1948 : Fernand van Ackere

- Nationaal Christelijk Middenstandsverbond/Unizo
  - 1948-1949 : Jozef Bessems
  - 1949-1962 : Maurice Santens
  - 1962-1971 : Fernand Monchy
  - 1971-1974 : Albert De Clerck
  - 1974-1983 : Paul Akkermans
  - 1983-1991 : Alfons Watteeuw
  - 1991-1996 : Petrus Thys
  - 1996-1999 : Paul Plasschaert
  - 1999-2007 : Rik Jaeken
  - 2007-2012 : Flor Joosen
  - 2012 : Karel Verlinden

## Secrétaires-généraux
- Christelijke Middenstandsverbond van België
  - 1940-1947 : Justin Houben

- Nationaal Christelijk Middenstandsverbond/Unizo :
  - 1963-1986 : Alfons Margot
  - 1986-1991 : Petrus Thys
  - 1992-1995 : Jan Steverlynck
  - 1995-2004 : Kris Peeters
  - 2004-2017 : Karel Van Eetvelt
  - 2018 : Danny Van Assche

## Source
- (nl) Cet article est partiellement ou en totalité issu de l’article de Wikipédia en néerlandais intitulé « Unie van Zelfstandige Ondernemers » (voir la liste des auteurs).